# Yoko (série animada)
Yoko (em espanhol Yoko y Sus Amigos) é uma série animada infantil em animação digital russo-espanhola de 2017, conta as histórias de três crianças e seu amigo mágico Yoko que viajam nas suas aventuras mágicas.

## Personagens
- Yoko - É o amigo mágico de Vik, Mai e Oto, ele vive no parque desde antes da inauguração dele. É um monstro quadrado amarelo e marrom com uma língua roxa, é alegre e bobinho, e sempre fala o seu nome repetitivamente.
- Mai - Uma menina, amiga de Vik e Oto, tem o cabelo rosa e usa uma blusa amarela com uma saia verde, é imaginativa e lidera o grupo, sempre dando ordens dizendo o que é certo e o que não é.
- Vik - Um menino, usa uma jaqueta laranja e calças verdes, e tem o cabelo castanho, é o mais pessimista do grupo, embora se divirta muito com Oto, é amigável e gentil.
- Oto - Outro menino, usa uma camiseta vermelha e shorts azuis, é o hiperativo do grupo e vive imaginando coisas do jeito dele, como quando ele escolheu uma fonte de chocolate para o parque.
- Guarda Loops - É a patrulheira do parque em que as crianças brincam, ela sempre dá conselhos para as crianças como "Deixem o lindo parque da cidade tão lindo quanto o encontraram" e vive tocando sua Balalaika. Ela nunca percebe quando Yoko está por perto. Tem uma sobrinha tímida chamada Patty Loops.

## Exibição
- Rússia - CTC e Karousel
- Espanha - EITB e Clan
- Canadá - BBC Kids
- Índia - Chutti TV
- Brasil - Nat Geo Kids
- América Latina - Nat Geo Kids
- Portugal - Canal Panda
- Coreia do Sul - MBC
- Itália - Nick Jr.

## Dublagem Brasileira
- Yoko - Vitor Paranhos
- Vik  - Bruno Ferian
- Mai - Beatriz Durante
- Oto - Henri Bernardis
- Guarda Loops - Isabella Dentini

Estúdio: UP Voice

## Ligações Externas
- Yoko. no IMDb.